# Зубарева, Дарима Васильевна
Дарима Васильевна Зубарева (1914 — 11 июля 1991 год) — передовик советского сельского хозяйства, Старший чабан совхоза имени Погадаева Приаргунского района Читинская область, Герой Социалистического Труда (1966).

## Биография
Родилась в 1914 году в селе Талман-Борзя, ныне Приаргунского района Забайкальского края в семье тунгусов-кочевников. по национальному признаку - тунгуска.   
Родители вели хозяйство, разводили скот. С образованием совхоза, в начале 1930-х годов, семья передала скот на общий двор. Завершив обучение в начальной школе, Дарима стала трудиться на совхозной ферме №3. Сначала работала дояркой, в годы войны - гуртоправом, а после окончания войны - чабаном. В её отаре всегда была самая высокая сохраняемость поголовья. 
По результатам работы в седьмой пятилетки, чабан Зубарева достигла высоких производственных показателей. От каждой сотни овцематок было получено по 110-120 ягнят.  
Указом Президиума Верховного Совета СССР от 22 марта 1966 года за получение высоких показателей в сельском хозяйстве и рекордные показатели в животноводстве Дариме Васильевне Зубаревой было присвоено звание Героя Социалистического Труда с вручением ордена Ленина и медали «Серп и Молот».
Продолжала трудиться в хозяйстве, показывала высокие производственные результаты. В 1967 году, по результатам разукрупнения совхоза, стала трудиться в совхозе "Юбилейный" Приаргунского района. 
Умерла в 11 июля 1991 года. Похоронена в посёлке Приаргунск.  

## Награды
За трудовые успехи была удостоена:
- золотая звезда «Серп и Молот» (22.03.1966)
- орден Ленина (22.03.1966)
- Медаль «За освоение целинных земель» (20.10.1956)
- другие медали.